# James Joll
James Joll (Bristol, 21 giugno 1918 – 12 luglio 1994) è stato uno storico, saggista e biografo britannico.

## Biografia
Nato a Bristol, studiò a Winchester, all'Università di Bordeaux e al New College di Oxford. Lasciò il servizio nelle forze armate nel 1940, per entrare a far parte dello Special Operations Executive. Rientrò ad Oxford nel dopoguerra, dove completò gli studi; intraprese la carriera accademica, al New College fino al 1950, poi al St Antony's College. 
Nel 1955 scrisse il primo saggio, The Second International 1889-1914 sulla Seconda Internazionale; nel 1960 pubblicò Three intellectuals in politics con le biografie di Léon Blum, Walther Rathenau e Filippo Tommaso Marinetti. Nel 1964 scrisse The Anarchists, breve storia del movimento anarchico, dalle origini filosofiche in Europa, con William Godwin e Pierre-Joseph Proudhon agli sviluppi in Russia con Michail Bakunin, e successivamente negli Stati Uniti.
Nel 1967 lasciò Oxford e si trasferì a Londra, dove insegnò storia internazionale alla London School of Economics and Political Science. Iniziò quindi a scrivere la sua opera più nota,  Europe Since 1870: an International History, pubblicata nel 1973. Nel 1977 si dedicò nuovamente alle biografie, con il saggio su Antonio Gramsci; nello stesso anno divenne membro della British Academy. Negli anni seguenti, venne attaccato dalla stampa per avere dato ospitalità allo storico dell'arte Anthony Blunt, rivelatosi una spia al servizio dell'Unione Sovietica. Dal 1981 fu professore emerito all'Università di Londra.
Morì nel 1994 per un cancro alla laringe.

## Opere
- Second International, 1889-1914, 1975
- Three intellectuals in politics, 1960
- The Anarchists, 1964
- Europe Since 1870: an International History, 1973
- Gramsci, 1977
- The Origins of the First World War, 1984